# Łopuszno

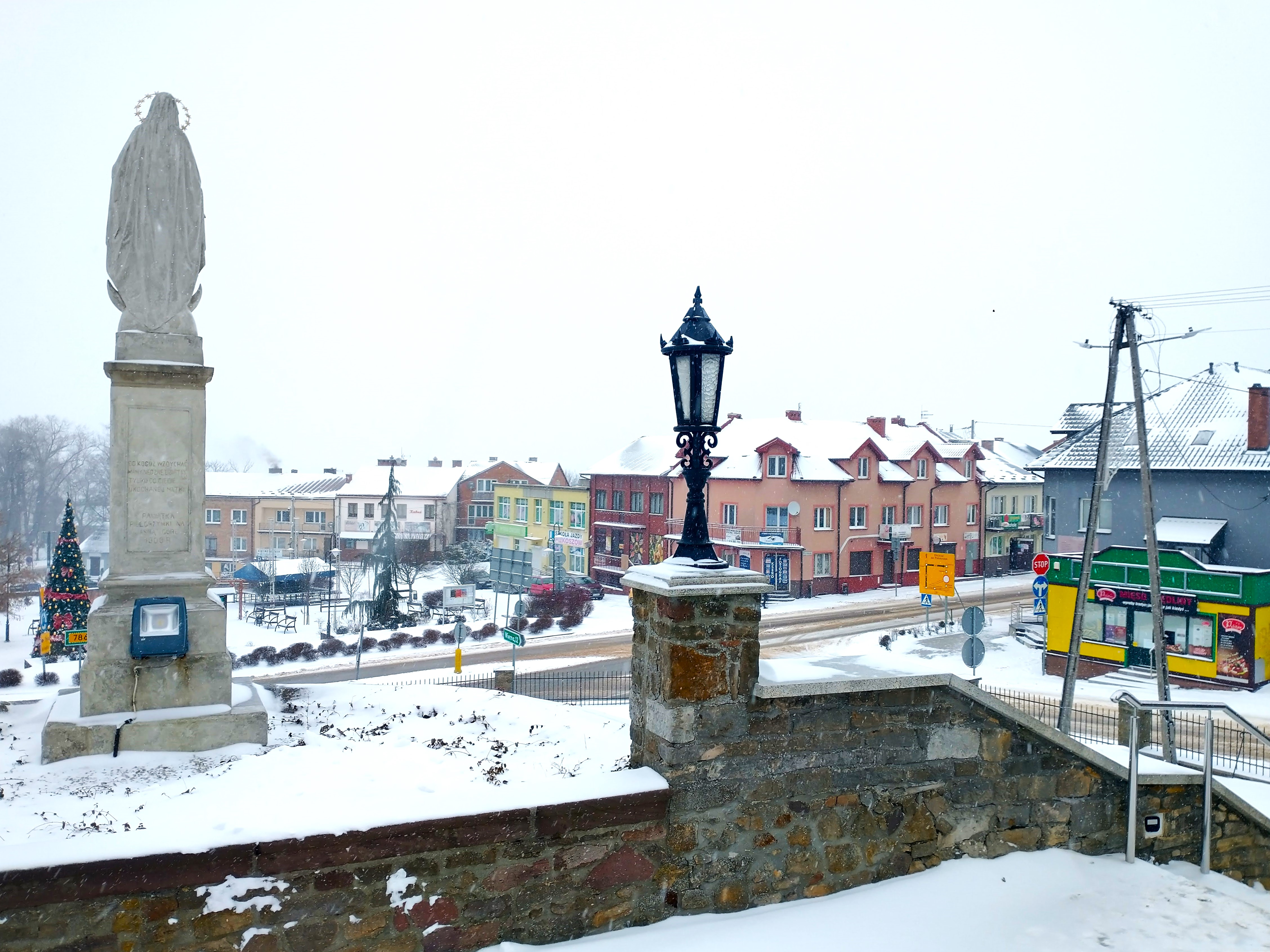
Rynek w Łopusznie

Łopuszno – miasto w Polsce, położone w województwie świętokrzyskim, w powiecie kieleckim, w gminie Łopuszno. Miasto jest siedzibą gminy Łopuszno. W latach 1975–1998 miejscowość administracyjnie należała do województwa kieleckiego. W 2023 otrzymała prawa miejskie.

## Położenie
Miejscowość znajduje się w północno-zachodniej części województwa świętokrzyskiego, 31 km od Kielc. Łopuszno położone jest na Wzgórzach Łopuszańskich, wchodzących w skład Wyżyny Przedborskiej. Znajdują się tu liczne wzniesienia zbudowane ze skał jurajskich i górnotriasowych. Na północny wschód od miejscowości rozciąga się Pasmo Dobrzeszowskie Gór Świętokrzyskich.
Przez miasto przebiegają drogi wojewódzkie nr 728 i 786.

## Integralne części miasta
| SIMC    | Nazwa    | Rodzaj       |
| ------- | -------- | ------------ |
| 0992757 | Górki    | część miasta |
| 0992763 | Ludwików | część miasta |
| 0992770 | Roszka   | część miasta |
| 0992786 | Sadów    | część miasta |

## Historia
Nazwa miejscowości pochodzi prawdopodobnie od łopianu (łopucha) – rośliny, która licznie występowała w tych okolicach. Pierwsze wzmianki o miejscowości pochodzą z XIV w. W dokumencie z 1355 wieś zapisana została pod nazwą Łopuszna, w 1367 już jako Łopuszno. W XV w. wieś była własnością rodziny Łopuszańskich. Pod koniec XIV, lub na początku XV w. powstał tu pierwszy drewniany kościół. W XVII w. Łopuszno nabył Zygmunt Łącki. Kolejnymi właścicielami miejscowości byli Derszniakowie herbu Korczak.
W 1732 po ślubie Anny Derszniakównej z Janem Dobieckim herbu Ostoja dobra Łopuszna stały się własnością rodu Dobieckich. Majątek składał się z zabudowań dworskich otoczonych parkiem i czterech folwarków: Łopuszno, Jasień, Sady (bądź Chucisko) i Zarębieńce.
Pod koniec XIX w. w Łopusznie znajdowały się 62 domy. Wśród mieszkańców przeważała ludność żydowska. Na 828 osób zamieszkujących Łopuszno – 587 było narodowości żydowskiej. We wsi koncentrował się okoliczny handel, Łopuszno było zamieszkiwane przez dużą liczbę rzemieślników. Znajdował się tu kościół parafialny, sąd gminny, kancelaria gminna oraz bożnica. Jurysdykcji miejscowego sądu gminnego podlegały gminy: Łopuszno, Snochowice, Piekoszów i Zajączków.
W Łopusznie znajduje się obecnie miejsce stacjonowania Zespołu Ratownictwa Medycznego Świętokrzyskiego Centrum Ratownictwa Medycznego i Transportu Sanitarnego o symbolu W-5. W mieście działa też klub piłki nożnej Zryw Łopuszno, założony w 1973.

## Otrzymanie statusu miasta (2023)
W 2022 roku Rada Gminy Łopuszno przyjęła uchwałę XXXVI/315/2022 o przeprowadzeniu z mieszkańcami gminy konsultacji w sprawie nadania Łopusznu statusu miasta. Termin przeprowadzenia głosowania: 14-19 marca 2022. W konsultacjach udział wzięło 336 mieszkańców gminy, z czego 317 osób oddało ważne głosy. Z tej liczby 251 osób było za nadaniem Łopusznu statusu miasta (79,18% ważnych głosów), 50 uczestników było przeciw (15,77%), a 16 osób wstrzymało się od zajęcia jednoznacznego stanowiska (5,05%). W Łopusznie oddano 59 głosów, z czego 48 było za (81,36%), 9 przeciw (15,25%), a dwa głosy były wstrzymujące się (3,39%). 25.03.2022 Rada Gminy podjęła uchwałę XXXVII/319/2022 o wystąpieniu z wnioskiem o nadanie statusu miasta miejscowości Łopuszno. Za głosowało 10 radnych, 3 było przeciw, a 2 wstrzymało się od głosu. 1 stycznia 2023 doszło do nadania statusu miasta.

## Zabytki
- Pałac Dobieckich z 1897 r. z bramą murowaną z I poł. XVIII w. wzniesiony według projektu Władysława Marconiego. Znajduje się przy ulicy Koneckiej 2. Przed wybudowaniem pałacu siedzibą Dobieckich był stary drewniany dwór. Drewniany dwór najprawdopodobniej spłonął i w jego pobliżu Eustachy Dobiecki zbudował nową siedzibę rodu. Po śmierci Eustachego Dobieckiego, cały majątek odziedziczył Artur Dobiecki (bratanek Eustachego). Podczas działań wojennych w czasie I wojny światowej pałac spłonął i popadł w ruinę. W roku 1936 przeprowadzono odbudowę zniszczonego obiektu. Po II wojnie światowej majątek ziemski przeszedł na rzecz Spółdzielni Produkcyjnej w Łopusznie. W latach 1947–1948 przeprowadzono remont i adaptację budynku na szkołę. W budynku funkcjonował Zespół Szkół Ponadgimnazjalnych Nr 5 w Łopusznie, w tym Liceum Ogólnokształcące im. kardynała Karola Wojtyły[12], obecnie działający w nowej siedzibie przy ul. Kasztanowej[13]. Pałac odzyskali spadkobiercy – rodzina Chrzanowskich[14]

Do rejestru zabytków nieruchomych został wpisany zespół dworski z bramą wjazdową (nr rej.: A.415/1-3 z 30.05.1972) oraz park (nr rej.: 641 z 17.12.1957).
- Kościół parafialny przebudowany pod koniec XIX w.

## Wójtowie Łopuszna
- Jan Matuszczyk (1990-2002)
- Henryk Karliński (2002-2006)
- Zdzisław Oleksiewicz (2006-2014)
- Irena Marcisz (2014-2023)

## Burmistrzowie Łopuszna
- Irena Marcisz (2023-2024)
- Andrzej Cieślicki (od 2024)